# Adel i Frankrig
I Frankrig udviklede adelen (fr. la noblesse) sig tidligere end i noget andet land, og under de sidste karolinger opnåede de store vasaller fuld suverænitet, medens det kgl. overherredømme sank ned til et blot skin. I riddertiden blev Frankrig derfor mønstret for det øvrige Europa, hjemstedet for ridderlig kultur og digtning. Efter denne opløsning fulgte imidlertid en desto strammere koncentrering under kongedømmet, der lagde len for len ind under sit domæne og helt knuste højadelens magt. Lavadelen voksede derimod frem og bragte ofte kongemagten i fare, især i det 16. århundrede, da de religiøse modsætninger trådte til. Kongemagtens sejr fuldendtes så af Richelieu, og adelen mistede al politisk indflydelse.
Ludvig XIV samlede den rigere del af adelen ved sit hof og gjorde for anden gang Frankrig til forbillede for hele Europa; men denne adel, der havde beholdt alle sine store forrettigheder, skønt den ikke mere udførte den gerning, der havde foranlediget dem, var rigets store kræftskade. Revolutionen kom, og grebet af øjeblikkets storhed gav adelen selv i den navnkundige nat den 4. august 1789 afkald på sine privilegier. Snart vendte den sig dog fjendtligt mod det ny statsliv, og medens talrige adelsmænd emigrerede, vedtoges arveadelens og titlers fuldstændige ophævelse (juni 1790). Senere fulgte inddragelse af så godt som hele adelens ejendom.
Napoleon I skabte ved dekretet af 1. marts 1808 en ny arveadel, som han belønnede rigeligt, og ved restaurationen indførtes en arvelig pairstand efter engelsk mønster, men lighedsprincippet var trængt så dybt ind, at disse forsøg blev uden varige følger. Adelen i Frankrig er talrig, men det er en ren titulæradel uden nogen som helst særret, og i sig selv kan enhver franskmand tillægge sig hvilken titel, han lyster.